# 长沙专区
长沙专区，1949年设置的专区。
在今湖南省东部。辖长沙、湘潭、平江、浏阳、醴陵、湘阴、岳阳、临湘等县。专员公署驻湘潭县（今湘潭市）。1950年，以湘潭县城关镇设湘潭市（县级）。1951年设株洲市和望城县。1952年改名湘潭专区。